# 瓦凱班巴區
9°04′57″S 76°49′58″W / 9.0825°S 76.8328°W
瓦凱班巴區（西班牙語：Distrito de Huacaybamba），是秘魯的一個區，位於該國中部瓦努科大區的瓦凱班巴省，面積586.2平方公里，海拔高度3,168米，2005年人口6,048，人口密度每平方公里10人。